# Harri Ylönen
Harri Ylönen (Kuopio, 21 dicembre 1972) è un allenatore di calcio ed ex calciatore finlandese, di ruolo difensore.

## Carriera

### Club
Ylönen vestì le maglie di KuPS e Haka, prima di passare ai norvegesi del Brann. Esordì nella Tippeligaen in data 11 aprile 1999, quando fu titolare nella sconfitta casalinga per 1-3 contro il Lillestrøm.
Dopo un triennio al Brann, si accordò con i tedeschi del Siegen. Tornò in patria, per giocare ancora nello Haka e nel KuPS, ritirandosi al termine del campionato 2009.

### Nazionale
Ylönen giocò 46 incontri per la Finlandia, con una rete all'attivo, tra il 1995 ed il 2002.

## Palmarès

### Giocatore

#### Competizioni nazionali
- Campionato finlandese: 3

Haka: 1995, 1998, 2004
- Coppa di Finlandia: 2

Haka: 1997, 2002
- Liigacup: 1

Haka: 1995
- Ykkönen: 1

Haka: 1997